# Manu Justo
Manuel Justo Román, conocido como Manu Justo (Vigo, 9 de febrero de 1996) es un futbolista español que juega como delantero centro en la Cultural y Deportiva Leonesa de la Primera Federación.

## Trayectoria
Manu Justo se formó en las categorías inferiores del Club Deportivo Areosa, donde jugó en su etapa juvenil en la temporada 2014-15. En 2015, se unió al Club Rápido de Bouzas en Tercera División, disputando 28 partidos y anotando 3 goles. En 2016, firmó por el Arosa Sociedad Cultural, donde jugó durante dos temporadas, acumulando 47 partidos y 10 goles.
En la temporada 2018-19, se unió al Coruxo Fútbol Club en Segunda División B, disputando 35 partidos y anotando 10 goles. El 9 de julio de 2019, firmó con el Elche Club de Fútbol de Segunda División. Poco después, fue cedido al UCAM Murcia Club de Fútbol en Segunda B, donde disputó 20 partidos entre liga y Copa del Rey, anotando 3 goles.
En enero de 2020, Manu Justo rescindió su cesión en el UCAM Murcia y se unió, también en calidad de cedido, al Celta de Vigo "B", donde jugó 30 partidos y anotó 10 goles entre la segunda mitad de la temporada 2019-20 y la 2020-21.
En julio de 2021, Manu Justo regresó al Elche Club de Fútbol para realizar la pretemporada con el primer equipo bajo la dirección de Fran Escribá. El 12 de agosto de 2021, fue cedido al Racing de Santander en la Primera Federación. En el equipo cántabro jugó 35 partidos de liga, anotando 7 goles y dando 3 asistencias, contribuyendo al ascenso a Segunda División al finalizar la temporada 2021-22.
El 29 de junio de 2022, fue fichado por el Racing Club de Ferrol para disputar la temporada 2022-23 en la Primera Federación. En el equipo gallego, Manu Justo disputó 39 encuentros y anotó 12 goles en dos temporadas.
En 2024, se unió a la Cultural y Deportiva Leonesa, donde ha comenzado a jugar en la Primera Federación, sumando 4 goles en sus primeros 8 partidos de la temporada.

## Clubes
Actualizado al último partido disputado el 12 de octubre de 2024.
| Club                                   | País   | Año             | Partidos | Goles |
| -------------------------------------- | ------ | --------------- | -------- | ----- |
| Club Rápido de Bouzas                  | España | 2015-2016       | 28       | 3     |
| Arosa Sociedad Cultural                | España | 2016-2018       | 47       | 10    |
| Coruxo Fútbol Club                     | España | 2018-2019       | 35       | 10    |
| Elche Club de Fútbol                   | España | 2019-2022       | 0        | 0     |
| UCAM Murcia Club de Fútbol (cedido)    | España | 2019            | 20       | 3     |
| Real Club Celta de Vigo "B" (cedido)   | España | 2020-2021       | 30       | 10    |
| Real Racing Club de Santander (cedido) | España | 2021-2022       | 35       | 7     |
| Racing Club de Ferrol                  | España | 2022-2024       | 39       | 12    |
| Cultural y Deportiva Leonesa           | España | 2024-Actualidad | 20       | 10    |